# Seirei Gensouki: Spirit Chronicles
Seirei Gensouki: Spirit Chronicles (яп. 精霊幻想記, Seirei Gensōki, Хроніки духів) — серія ранобе, написана Юрі Кітаямою та проілюстрована Рівом. Вона публікувалася онлайн з лютого 2014 по жовтень 2020 року на вебсайті Shōsetsuka ni Narō. Пізніше серія була придбана видавництвом Hobby Japan, яке публікує її під своїм імпринтом HJ Bunko з жовтня 2015 року.
Манґа-адаптація з малюнками тенкли виходила онлайн на сайті Comic Fire від Hobby Japan з жовтня 2016 по лютий 2017 року, але була припинена через поганий стан здоров'я художника. Друга Манґа-адаптація з малюнками Футаго Мінадзукі публікується на тому ж сайті з липня 2017 року. Ранобе та друга Манґа були ліцензовані для Північної Америки видавництвом J-Novel Club.
Аніме-серіал виробництва студії TMS Entertainment транслювався з липня по вересень 2021 року. Другий сезон вийшов в ефір з жовтня по грудень 2024 року.

## Сюжет
Харуто Амакава — японський студент коледжу, який загинув в автобусній аварії, так і не змігши зустрітися зі своєю подругою дитинства Міхару Аясе, яку не бачив п'ять років. Наступної миті його спогади відродилися в тілі хлопчика на ім'я Ріо що жив у нетрях королівства Бертрам у регіоні Штраль іншого світу. Це дві людини з абсолютно різним походженням і цінностями: Ріо прагне помсти за свою матір, яку вбили на його очах.
Усе ускладнюється, коли Ріо стає свідком викрадення принцеси. Після того, як з Ріо знімають підозри, королівська родина нагороджує його можливістю вступити до академії, де навчають магії та фехтуванню. Однак більшість однолітків стороняться його через те що він із простолюду. Його єдиною подружкою там стає молода викладачка Селія Клер, яка щодня запрошує його до своєї лабораторії.
Перед випуском з академії, через неправдиве звинувачення Ріо стає втікачем і змушений покинути країну. Він обіцяє Селії, що повернеться коли відвідає далекий схід, батьківщину своєї матері, щоб знайти своє коріння та стабілізувати свою змішану особистість. Разом зі спогадами Харуто Ріо пробуджує «особливу силу» і схоже якщо він добре нею скористається, то зможе прожити краще життя.

## Медіа

### Ранобе
Автором ранобе є Юрі Кітаяма, а ілюстратором — Рів. Серія публікувалася онлайн з лютого 2014 до жовтня 2020 року на сайті Shōsetsuka ni Narō. Пізніше її придбало видавництво Hobby Japan, яке з жовтня 2015 року випустило вже двадцять п'ять томів під імпринтом HJ Bunko. Ранобе також отримали ліцензію в Північній Америці від J-Novel Club.

### Манґа
Манґа-адаптація від tenkla виходила онлайн на сайті Comic Fire від Hobby Japan з жовтня 2016 по лютий 2017 року, але була припинена через поганий стан здоров'я художника. Друга манґа-адаптація, намальована Футаго Мінадзукі, публікується на тому ж сайті з липня 2017 року і зібрана в десяти томах-танкобон. Друга адаптація ліцензована в Північній Америці видавництвом J-Novel Club.

### Аніме
27 листопада 2020 року видавництво Hobby Japan анонсувало аніме-адаптацію. Серіал був створений студією TMS Entertainment (у співпраці з WAO World), режисером виступив Осаму Ямасакі. Він також працював над сценарієм разом з Міцутакою Хіротою, Мегуму Сасано та Йошіко Накамурою. Дизайн персонажів розробила Кьоко Юфу, а музику до серіалу написав Ясуюкі Ямасакі.
Перший сезон транслювався з 6 липня по 21 вересня 2021 року на телеканалах TV Tokyo та інших мережах. Відкриваючою темою стала пісня «New story» у виконанні Маріки Коно, а заключною — «Elder flower» від Агурі Оніші. Стрімінговий сервіс Crunchyroll показував серіал за межами Азії. 28 жовтня 2021 року Crunchyroll також анонсував англійський дубляж, прем'єра якого відбулася 27 грудня того ж року.
Другий сезон був анонсований 5 листопада 2021 року і транслювався з 8 жовтня по 24 грудня 2024 року. Для цього сезону відкриваючою темою стала пісня «Auftakt» у виконанні Агурі Оніші, а заключною — «Harumachiuta» від Нанаки Суви.

### Відеогра
Безкоштовна рольова гра Seirei Gensouki Another Tale була запущена на ігровій платформі G123 у липні 2021 року.